# Mapa de Cultura do Estado do Rio de Janeiro
O Mapa de Cultura do Estado do Rio de Janeiro, um projeto da Secretaria de Estado de Cultura, também conhecido por Mapa de Cultura RJ, é um portal bilíngue na Internet, contendo informações, imagens e vídeos sobre as principais manifestações culturais do Estado do Rio de Janeiro.
O portal é fruto de um amplo trabalho de campo: em 2011 e em 2013, caravanas formadas por jornalistas, fotógrafos e cinegrafistas percorreram 15 mil quilômetros do território fluminense, em um esforço inédito de catalogação para registrar as mais importantes atividades culturais em diversas áreas, como espaços culturais, festas tradicionais e festivais de cultura, patrimônio material e imaterial, além de artistas, personagens e grupos de destaque em todo o estado.
O material disponível no website está categorizado segundo os tópicos: espaços culturais, agenda fixa, gente, patrimônio material, patrimônio imaterial, destaques e outras atrações. Cada verbete do portal contém um texto descritivo (com versões em  português e inglês), uma galeria de fotos e, muitas vezes, um vídeo de apresentação, com imagens e depoimentos.
Por ocasião do seu lançamento, em 2012, o Mapa de Cultura RJ reunia 3 mil verbetes, 5 mil imagens e 95 vídeo-documentários sobre manifestações culturais dos 92 municípios do Rio de Janeiro. Desde então, o portal tem sido regularmente atualizado, muitas vezes através de sugestões dos visitantes, contando hoje com 3,5 mil verbetes, 8 mil imagens e 120 vídeos.
 “Talvez seja a política pública mais importante desta gestão cultural ... O Mapa vai aumentar a autoestima dos moradores dessas cidades e ajudar a desenvolver o turismo no estado.” Adriana Rattes, Secretária de Cultura do Estado do Rio de Janeiro, novembro de 2012.
Além do portal, o Mapa de Cultura RJ ganhou em 2014 novos formatos: um guia impresso e aplicativos para telefones e aparelhos celulares.
O guia Cultura.RJ, também bilíngue, contém  416 páginas com textos informativos, fotos, mapas e serviços que compõem uma coleção ilustrada de destaques de todas as regiões do estado apresenta 238 atrações culturais selecionadas, representando um recorte que expõe algumas das proeminentes facetas da criatividade e beleza fluminenses. 
Disponível para os sistemas Android e iOS, o aplicativo Mapa RJ conta com todas as funcionalidades do portal (busca de atrações por categorias e municípios, informações de serviço, vídeos, galerias de fotos, mapas de localização integrados ao Google Maps e conteúdo bilíngue) e traz também, na seção ‘Meu Mapa’, a possibilidade de selecionar as atrações de maior interesse e organizá-las em roteiros. Outro recurso é a seção ‘Por Perto’, que permite uma busca automática por atrações próximas da localização do usuário. 